# هيروشي مينامي (سياسي)
هيروشي مينامي هو سياسي ياباني، ولد في 13 نوفمبر 1869 في هيمي في اليابان، وتوفي في 8 فبراير 1946 بسبب تسمم بأحادي أكسيد الكربون.